# Аня Фіхтель
Аня Фіхтель (нім. Anja Fichtel; нар. 17 серпня 1968 року, Таубербішофсгайм, ФРН) — німецька фехтувальниця (рапіра), дворазова олімпійська чемпіонка Сеула: в особистій та командній першості, срібна призерка Олімпійських ігор в Барселоні та бронзова призерка Олімпійських ігор в Атланті у командних першостях, багаторазова чемпіонка світу.

## Кар'єра
У 17 років Аня Фіхтель стала наймолодшою чемпіонкою світу в історії. А вже через три роки стала дворазовою олімпійською чемпіонкою Олімпійських ігор в Сеулі, перемігши як в особистій, так і в командній першостях. 
Згодом одружилася з австрійським фехтувальником Мартіном Моріцом та завагітніла. Щоб потрапити у команду на Олімпіаду 1992, їй довелося на шостому місяці вагітності змагатися за потрапляння у вісімку найсильніших на Туринському турнірі. Італійські суперниці подали протест на участь Фіхтель, але після надання медичної довідки про стан здоров'я вона була допущена і пройшла кваліфікацію. Вже через шість тижнів після пологів завоювала командне срібло на Олімпійських іграх у Барселоні. 
Після виступу на своїй третій Олімпіаді та здобуття бронзової нагороди у 1997 році оголосила про завершення кар'єри. Невдовзі після цього завагітніла вдруге, а у 2007 втретє.